# Francisco J. Mújica, Jonuta
Francisco J. Mújica är en ort i Mexiko.   Den ligger i kommunen Jonuta och delstaten Tabasco, i den sydöstra delen av landet, 700 km öster om huvudstaden Mexico City. Francisco J. Mújica ligger 5 meter över havet och antalet invånare är 195.
Terrängen runt Francisco J. Mújica är mycket platt. Runt Francisco J. Mújica är det ganska glesbefolkat, med 21 invånare per kvadratkilometer. Närmaste större samhälle är San José, 3,3 km sydväst om Francisco J. Mújica. Omgivningarna runt Francisco J. Mújica är en mosaik av jordbruksmark och naturlig växtlighet.